# Тимотеј
Тимотеј је мушко име.